# Nisin

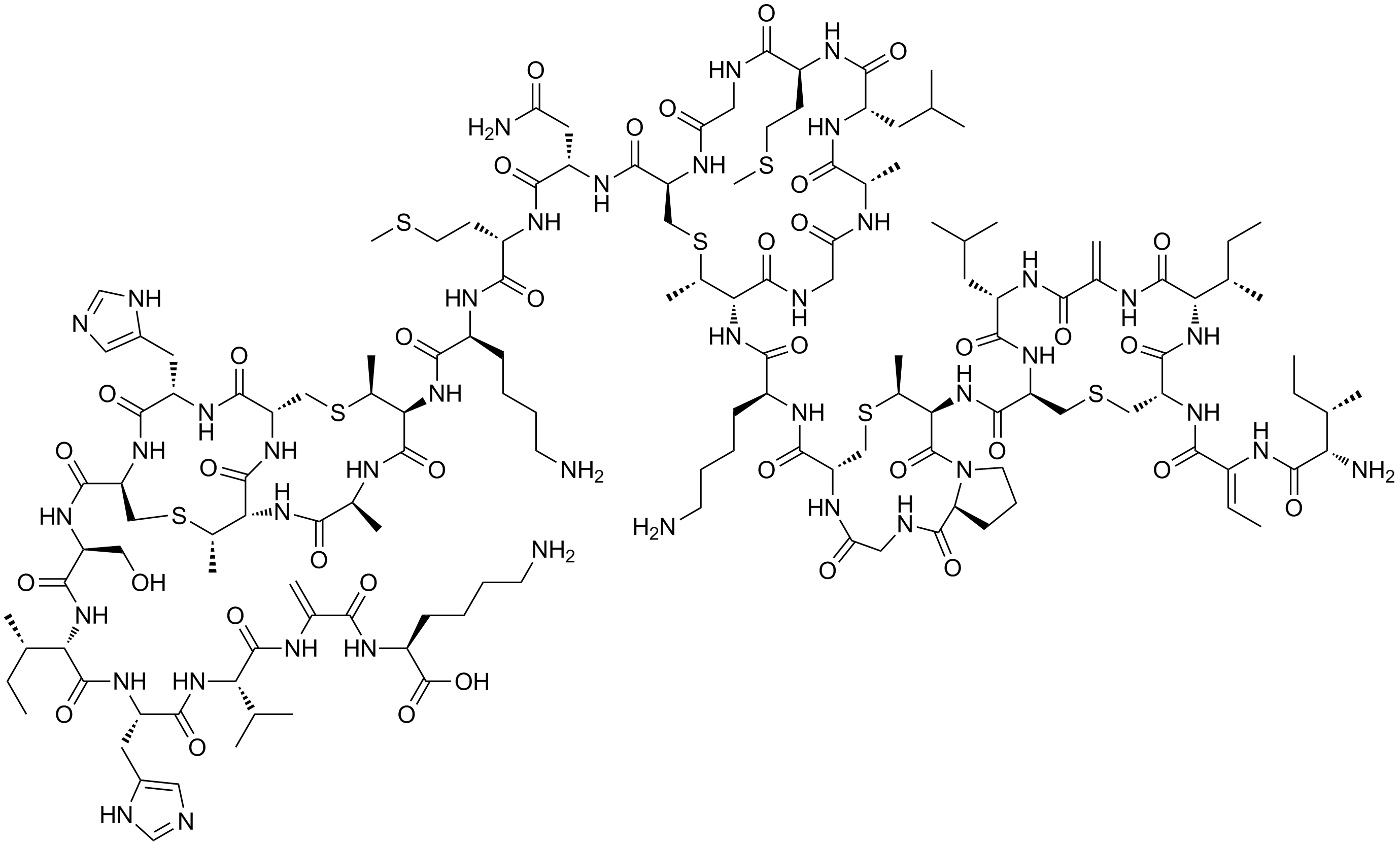

Nisin, E234, är en polycyklisk peptid bestående av 34 aminosyradelar. Den har antibakteriella egenskaper och används därför som konserveringsmedel i livsmedel. Den innehåller de ovanliga aminosyrorna lantionin (LAN), metyllantionin (MeLan), didehydroalanin (DHA) och didehydroaminosmörsyra (Dhb) samt flera tioetrar. Dessa ovanliga aminosyror införs genom posttranslational modifiering av en utgångspeptid.
Nisin framställs av bakterien Lactococcus lactis och finns naturligt i mjölk. Kommersiellt erhålls den från odlingar av Lactoccus lactis på naturliga substrat, såsom mjölk eller dextros, och är inte kemiskt syntetiserad. Ämnet verkar hämmande på ett stort antal grampositiva bakterier i synnerhet dess sporer. Medan effekten på gramnegativa arter, jäst och mögel är marginell. Nisin är olösligt i vatten och kan vara effektiv på halter som närmar sig ppb-nivåer. I livsmedel, är det vanligt att använda nisin på nivåer från ca 1-25 ppm, beroende på vilken typ av mat.
Nisin används som konserveringsmedel i torkad frukt, frukt- och grönsaksberedningar, pulvermos, fiskvaror, öl, vin och spritdrycker.